# Кючюкчекмедже (мост)
Мостът Кючюкчекмедже (на турски: Küçükçekmece Köprüsü), известен още като моста Кючюкчекмедже Мимар Синан, е каменен сводест мост в район Кючюкчекмедже в Истанбул, Турция. Построен е от османския архитект Мимар Синан и е завършен през 1560 г.

## История
На мястото на османския мост се е издигал каменен мост, построен през 558 г. от византийския император Юстиниан I (управлявал 527 – 565 г.). По-късно на същото място е построен нов зидан мост от византийския император Василий I (867 – 886 г.). Историческият византийски мост е разрушен във времето след земетресения и нашествия. Османският мост е построен от главния архитект Мимар Синан (ок. 1488/1490 – 1588) по време на управлението на османския султан Сюлейман Великолепни (управлявал 1520 – 1566).

## Характеристики
Мостът Kючюкчекмедже се намира на югоизточния бряг на езерото Kючюкчекмедже на устието на рекичка, която тече между езерото Kючюкчекмедже и Мраморно море и е разположена в посока юг-север. Каменният мост има 13 арки с дължина 227 м и е средно 7 м широк. Височината му варира между 1,35 – 8,50 m. Минава през островче, което се използва като градски парк, по средата му. Най-високото място на асиметричния мост е на север, където се намира най-голямата арка като последна арка на моста.

## Реставрации
Претърпява реставрации през 1735 и 1861 г. През годините на Втората световна война мостът е разширен. През 1996 г. е реставриран от Столичната община в рамките на проект, одобрен от Съвета за опазване на културните и природни ценности на Истанбул. Последната реставрация на историческия мост е завършена през 2008 г. след тригодишна работа, която струва ₺ 1,3 милиона (приблизително 0,85 милиона щатски долара). Реставрацията разкрива също, че мостът има 13 арки вместо 12, както е било известно преди.